# Bom hạt nhân B61

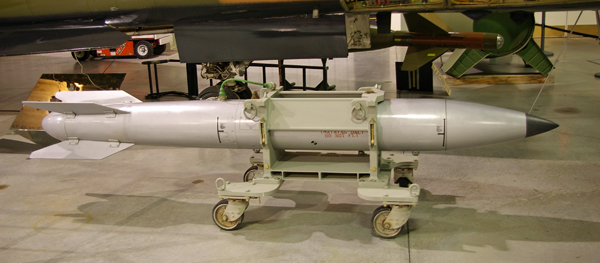

B61 bom hạt nhân là loại vũ khí nhiệt hạch trong kho dự trữ dài hạn của Hoa Kỳ sau khi kết thúc Chiến tranh Lạnh. Hiện nay loại vũ khí này vẫn đang trong trang bị chiến đấu của Hoa Kỳ và là loại vũ khí hạt nhân chiến lược đã được phát triển, nó gọn nhẹ nhưng có sức công phá rất lớn, có thể tương đương hàng nghìn tấn thuốc nổ.

## Sự phát triển

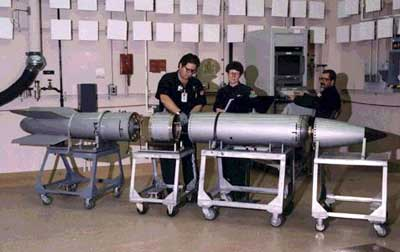
B61 đang được lắp ghép.

Trước năm 1968, phiên bản đầu tiên của B61, được biết đến với tên gọi là TX-61, thiết kế vào năm 1963. Nó được thiết kế và chế tạo bởi Phòng thí nghiệm Quốc gia Los Alamos ở New Mexico. Nó được bắt đầu từ một chương trình phát triển loại vũ khí nhẹ và có hình dạng thuôn. Việc chế tạo đã bắt đầu từ năm 1965, các mẫu sản phẩm hoàn chỉnh được bắt đầu từ năm 1968 sau một loạt các vấn đề về phát triển đã được giải quyết.
Tổng số sản phẩm trong tất cả các dạng vào khoảng 3.155 quả, trong đó có khoảng 1.925 đã được sử dụng vào trong trang bị năm 2002, và khoảng 1.265 quả được đưa vào trang bị sẵn sàng chiến đấu. Phần chiến đấu của bom đã được thay đổi một chút qua các năm.
Biến thể mới nhất là B61 Mod 11, được triển khai vào năm 1997, là loại bom có khả năng xuyên rất cao, phá các boongke.
B61 được thả bởi nhiều loại máy bay quân sự khác nhau của Hoa Kỳ. Các máy có thể ném bom gồm: B-1, B-2, B-52, và FB-111 máy bay ném bom chiến thuật; F-100 Super Sabre, F-104 Starfighter, F-105 Thunderchief, F-111 và F-4 Phantom II; the A-4 Skyhawk, A-6 Intruder, và A-7 Corsair II; F-15 Eagle, F-15E Strike Eagle, F-16, F/A-18 Hornet và Super Hornet, F-117.
Có khoảng 480 quả đã được triển khai cho các đơn vị của Không lực Hoa Kỳ ở Vương quốc Anh, Đức, và Thổ Nhĩ Kỳ

## Thiết kế

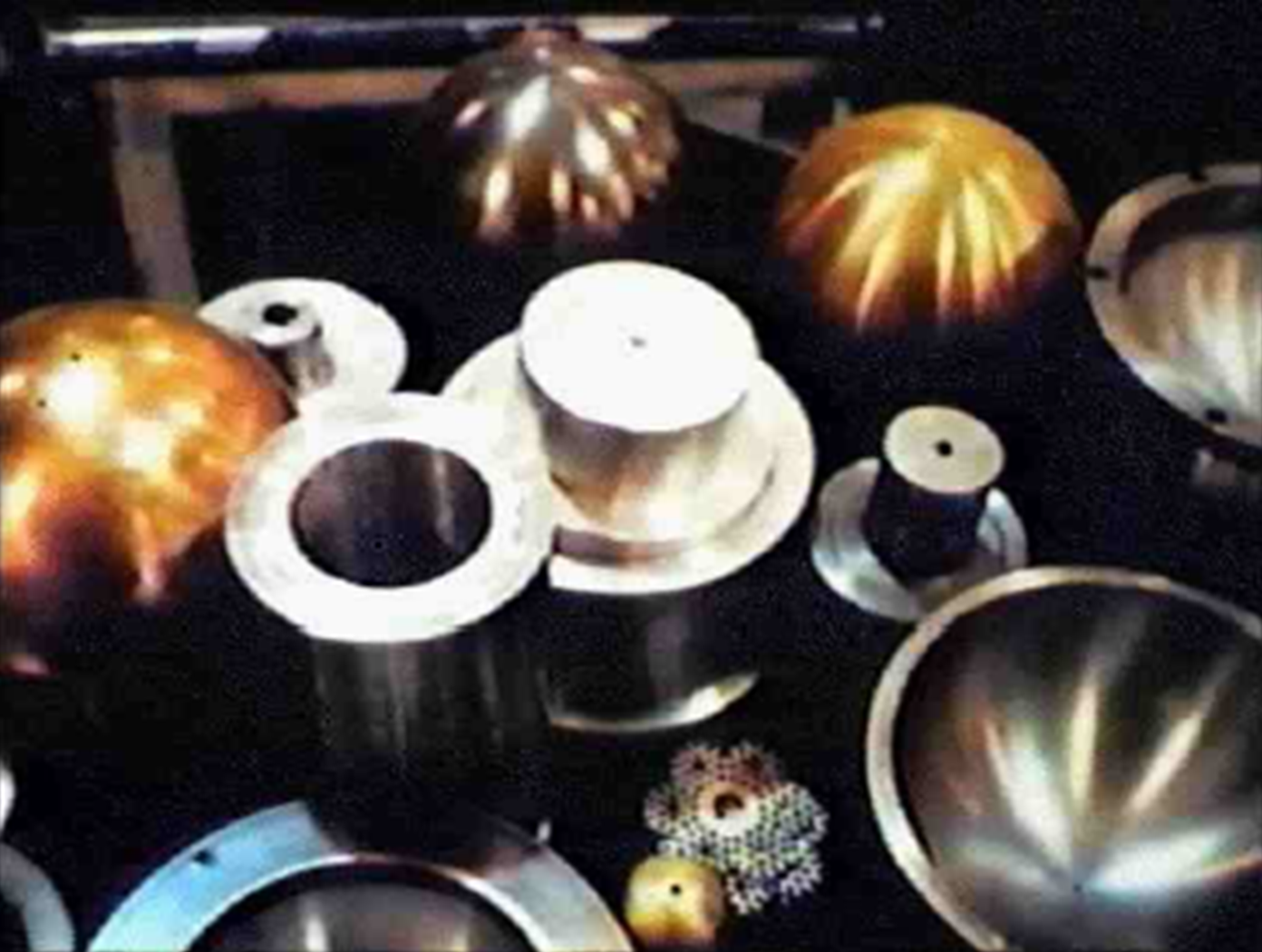
Các bộ phận bên trong của bom B61.

Bom B61 được thiết kế để các máy bay có tốc độ cao có thể vận chuyển và ném bom. Nó có vỏ thuôn, phù hợp với việc bay ở tốc độ siêu thanh. Loại bom này có chiều dài 3,58 m và đường kính bom là 33 cm. Trọng lượng chuẩn của bom vào khoảng 320 kg (700 lb), mặc dù trọng lượng cụ thể của từng quả có thể thay đổi tùy thuộc vào loại ngòi.
Mẫu mới nhất B61 Mod 11 là loại bom xuyên các vật cứng được thả từ độ cao rất lớn, có vỏ bền (theo một số nguồn, vỏ của bom có chứa uranium nghèo) và một ngòi giữ chậm cho phép nó xuyên sâu vài mét vào trong lòng đất trước khi nổ, cụ thể là 6 mét, phá hủy được các công sự kiên cố, nằm sâu trong lòng đất . B61 Mod 11 có khối lượng 540 kg. Được triển khai từ năm 1994, B61 Mod 11 đã được đưa vào trang bị từ năm 1997 thay thế cho loại bom B53. Khoảng 50 quả B61 Mod 11 đã được chế tạo, phần chiến đấu của bom được cải tiến từ các bom B61 Mod 7. Hiện nay, loại máy bay chính sử dụng cho việc chở bom B61 Mod 11 là B-2 Spirit. Nó còn có biệt danh là mininuke (tiểu bom hạt nhân) vì sức công phá thua xa nhiều loại bom hạt nhân khác.
Hầu hết các bom B61 có trang bị dù để giữ chậm và ổn định cho bom, để thuận lợi cho máy bay ném bom có thời gian thoát khỏi ảnh hưởng từ vụ nổ (cũng để tạo cho bom còn giữ được nguyên vẹn do va chạm mạnh với mặt đất trước khi nổ).
B61 là loại vũ khí có sức phá tương đương với hàng nghìn tấn thuốc nổ. Các loại bom B61 thuộc loại vũ khí chiến lược (Mods 3, 4, và 10) có thể đạt được sức công phá tương với 0.3, 1.5, 5, 10, 60, 80, hay 170 nghìn tấn thuốc nổ.